# Lena Jonsson (översättare)
Lena Margareta Jonsson, född 11 augusti 1957 i Bodafors i Jönköpings län, är en svensk jurist och översättare.
Lena Jonsson är mest känd som översättare av böckerna i Suzanne Collins serie om Hungerspelen samt flera av Ursula K. Le Guins romaner. 

## Biografi

### Föreningsaktiviteter och översättande
Lena Jonsson var under åren 1979-1983 aktiv i Skandinavisk Förening för Science Fiction som styrelseledamot och volontär i föreningens bokhandel på Pontonjärgatan i Stockholm. Hon var initiativtagare till och en av flera redaktörer för fanzinet Feminac som ville framhålla kvinnliga science fiction-författare och även ge plats åt kvinnliga fans inom science fiction-fandom. Feminac mötte högljutt motstånd inom delar av föreningen och efter en långvarig och sårig konflikt lämnade Jonsson fandom, men fortsatte att översätta science fiction-litteratur. 
Lena Jonsson översatte några science fiction-romaner i början av 1980-talet, men arbetade sedan i allmän domstol i tio år. Hon återupptog översättningsverksamheten 1996 och är sedan början av 2000-talet medlem i Sveriges Författarförbund och Översättarcentrum. Hon var styrelseledamot i översättarsektionen 2016-2022 och är fortfarande dess delegat i CEATL, Det europeiska rådet för litterära översättarföreningar. Hon har även på nytt engagerat sig i science fiction-fandom och har hittills översatt ett femtiotal romaner från engelska till svenska, allt från fantasy- till kriminalromaner.

### Juristkarriären
Lena Jonsson arbetade som jurist i domstol under åren 1985-1996 och blev år 1993 hovrättsassessor. Efter avslutad domarkarriär arbetade hon som juridisk skribent åt flera juridiska nyhetstjänster vid sidan av översättandet. Från år 2000 och fram till 2021 arbetade Jonsson som jurist inom statlig förvaltning med sin sista tjänst vid Valmyndigheten 2019-2021.

### Privatliv
Lena Jonsson är gift och har två vuxna barn.

## Framträdanden
- Rum för översättning under Bokmässan 2019 - Om att översätta fantasy, tillsammans med Erik Andersson (författare)[5]
- Rum för översättning-podden: Fantasyöversättning. Översättarna Lena Jonsson och Kristoffer Leandoer samtalar med John Swedenmark om fantasyöversättning i allmänhet och författaren Ursula Le Guin i synnerhet.[6]
- Litteraturscenen på Bokmässan 2022: Samtal med Elin Pirttimaa-Rosén om att översätta svordomar.[7]

## Översättningar i urval
- Ursula K. Le Guin: Illusionernas stad (Kindbergs 1980)
- George R. R. Martin: En sång till Lya (novell, Nova Science Fiction 1985)
- Margaret Weis och Tracy Hickman: Draklanskrönikan (B. Wahlströms bokförlag 1997-1999)
- Ursula K. Le Guin: Burna av en annan vind (Rabén & Sjögren 2004)
- Ursula K. Le Guin: Berättelser från Övärlden (Rabén & Sjögren 2005)
- Suzanne Collins: Hungerspelstrilogin (tillsammans med Jon Jonsson Sandström, Bonnier Carlsen bokförlag 2009-2014)
- Suzanne Collins: Balladen om sångfåglar och ormar (Bonnier Carlsen bokförlag 2020)
- Suzanne Collins: Sunrise on the Reaping, svenskt utgåva av del fem i Hungerspelsserien, översatt i samarbete med Maggie Andersson, (Bonnier Carlsen bokförlag 2025)
- Kamala Harris: De sanningar som förenar oss (tillsammans med Lena Karlin, Bokförlaget Forum 2021)
- Ursula K Le Guin: Trilogin Krönikor från Västra kusten, Gåvor, Röster (Palaver Press AB 2024)[8][9][10]